# Love Love-arrest
Het arrest Hinck/Van der Werff & Visser, vooral ook bekend als Love Love-arrest (HR 14 februari 1992, NJ 1993/623) is een arrest van de Nederlandse Hoge Raad dat betrekking heeft op levering onder eigendomsvoorbehoud van het drijvend casco van een zeeschip.

## Casus
Betrokkenen:
- Van der Werff & Visser (hierna: de cascobouwer), heeft het casco gebouwd,
- Classic Yacht, heeft het schip afgebouwd,
- Klaus Hinck, is de Duitse koper van het schip.

Het casco van dit schip, een zeegaand zeiljacht met de naam Love Love, werd in de periode tussen eind 1986 en medio 1987 in opdracht gebouwd en daarna geleverd onder eigendomsvoorbehoud aan Classic Yacht. Er geldt (dus) een eigendomsvoorbehoud zolang de cascobouwer niet is betaald. Classic Yacht heeft het schip afgebouwd –o.a. betimmerd, motor en navigatieapparatuur geplaatst–, aan Hinck verkocht en feitelijk overgedragen. De cascobouwer is echter nog niet betaald.

3.1

In cassatie kan van het volgende worden uitgegaan.

Van der Werff & Visser heeft te Gorredijk het casco gebouwd van een schip waaraan later de naam ‘Love Love’ is gegeven.
Zij heeft dit casco verkocht aan de opdrachtgeefster Classic Yard Motorsegler und Yachtbau GmbH (hierna: Classic Yacht).
Op de rechtsverhouding tussen Van der Werff & Visser en Classic Yacht waren de Smecoma-condities van toepassing.
Classic Yacht heeft het casco doen verhalen naar een bedrijf te Woudsend, waar het in haar opdracht is afgebouwd.
Door en na het verhalen verkreeg Classic Yacht de feitelijke macht over het casco. Op grond van het in de Smecoma-condities
opgenomen eigendomsvoorbehoud bleef Van der Werff & Visser in elk geval toen eigenares aangezien de koopprijs niet (volledig)
was voldaan; zij heeft te dier zake nog ƒ 76.000 van Classic Yacht te vorderen.
Classic Yacht heeft het schip (een zeiljacht met ingebouwde motor) verkocht en afgegeven aan Hinck, die van de koopprijs
ten bedrage van DM 364.500 een gedeelte groot DM 310.000 heeft voldaan en het restant van de prijs niet heeft
betaald op grond van gebreken.
De bruto inhoud van het schip bedraagt meer dan twintig kubieke meters.

Tussen pp. staat niet ter discussie dat Nederlands recht van toepassing is. Het casco was niet teboekgesteld in het scheepsregister, wat in principe wel mogelijk is, evenals inschrijving van een hypotheek op het casco. Het casco van een schip is een roerende zaak en i.c. geen registergoed.

## Rechtsvraag
3.2

Inzet van dit geding is de vraag of Van der Werff & Visser ook thans nog eigenares van het schip is.

Drie deelvragen:
1. Zaaksvorming versus natrekking. Is een drijvend casco een schip? (Ja.)
2. Betreft het een zeeschip? (Ja.)
3. Is het eigendomsvoorbehoud geldig? (Ja.)

De cascobouwer beroept zich op art. 310 Wetboek van Koophandel, dat geldt voor zeeschepen. Hinck beroept zich op art. 2014 BW (bescherming van de derde-verkrijger te goeder trouw), dat echter niet geldt voor een zeeschip.

## Procesgang
De cascobouwer vordert een verklaring voor recht dat hij eigenaar van het schip is. Deze vordering is door de rechtbank afgewezen. Dit vonnis is in hoger beroep door het gerechtshof vernietigd en de cascobouwer krijgt alsnog de gevraagde verklaring voor recht. Het cassatieberoep is verworpen.

### Rechtbank en hof
De rechtbank heeft de vordering afgewezen op grond van de overweging dat door zaaksvorming de eigendom van het casco voor Van der Werff en Visser verloren was gegaan. Het hof heeft het vonnis vernietigd. In plaats van zaaksvorming heeft het hof geconcludeerd tot natrekking door het casco ten gunste van Van der Werff en Visser. Het hof oordeelt dat Classic Yacht op grond van het eigendomsvoorbehoud onbevoegd is tot levering aan Hinck en verwerpt diens beroep op art. 2014 BW.

16

De rechtbank heeft in haar eindvonnis geoordeeld dat het casco niet meer als zelfstandige zaak bestaat maar is opgegaan in het
afgebouwde schip dat mede uit dat casco als nieuwe zaak is gevormd. (...)

17

Het hof schaart zich niet achter dit oordeel. Het casco dient reeds als schip te worden beschouwd. (...)

19

Op grond van art. 566 BW moet het schip als roerende zaak worden aangemerkt. Naar vaststaat bedraagt de bruto inhoud van het schip meer dan 20 m³, zodat het overeenkomstig art. 314 [K] kan worden teboekgesteld. Dit brengt mee dat art. 2014 BW niet voor toepassing in aanmerking komt.

Vervolgens heeft het hof geoordeeld dat Classical Yacht niet beschikkingsbevoegd was, dat Hinck niet van een beschikkingsbevoegde heeft verkregen, zodat de cascobouwer nog steeds eigenaar is van het schip.

### Hoge Raad

#### Derde middel
De Hoge Raad overwoog:

Uit het wettelijk stelsel met betrekking tot schepen (...) volgt dat het casco van een schip, als schip in aanbouw, reeds moet worden aangemerkt als een schip en dat de identiteit van dit schip niet verandert doordat het wordt afgebouwd en wordt voorzien van voortbewegingswerktuigen en navigatie-apparatuur.

#### Eerste middel
3.3

Middel I berust op de stelling dat het hof niet heeft beslist dat het schip een zeeschip is. Deze stelling mist feitelijke grondslag. Blijkens zijn verwijzing naar art. 314 (oud) K heeft het hof het schip als zeeschip aangemerkt en dienovereenkomstig (...) geoordeeld dat art. 2014 BW (oud) toepassing mist.

#### Tweede middel
Het oordeel van het hof dat Hinck het schip niet van een beschikkingsbevoegde heeft verkregen, blijft in stand.

## Tot besluit
Dus een drijvend casco van een zeeschip heeft een eigen identiteit welke blijft bestaan als dat casco wordt afgebouwd.
Dit vloeit voort uit de mogelijkheid van een scheepshypotheek op een zeeschip in aanbouw. De eigenaar van het casco wordt door natrekking eigenaar van het afgebouwde zeeschip, inclusief betimmering, motor en navigatieapparatuur.
Het eigendomsvoorbehoud impliceert een levering onder opschortende voorwaarde. Na betaling van de koopsom van het casco vervalt het eigendomsvoorbehoud. Ook Hinck kan de openstaande factuur voldoen en daarmee alsnog de eigendom van het schip verwerven.
In feite is dat reeds tijdens het geding tussen pp. afgesproken voor het geval dat de cascobouwer de gevraagde verklaring voor recht zou krijgen.